# Orientation galactique
L'orientation galactique est une branche de l'astrophysique qui s'intéresse à l'alignement et à la position des galaxies dans l'univers. Elle se penche notamment sur les forces gravitationnelles, les champs magnétiques et d'autres éléments qui modifient la structure et l'orientation des galaxies. Ce domaine a pris de l'importance grâce aux avancées en technologies d'observation qui ont permis des analyses plus pointues. Cruciale pour notre compréhension de la dynamique des galaxies individuelles, cette discipline s'insère également dans un contexte plus large, dévoilant les interactions à grande échelle qui façonnent la structure de l'univers.
Les amas de galaxies, ces grandes structures composées de multiples galaxies en interaction gravitationnelle, sont un point focal dans l'étude de l'orientation galactique. L'évolution de ces amas est influencée par leur histoire de formation et les changements subis par leurs structures et constituants au fil du temps. Dès les années 1950, des chercheurs comme Weizsäcker et George Gamow ont mis en lumière l'importance de la rotation des galaxies en cosmologie. Ils ont avancé que cette rotation pouvait révéler des indices sur les conditions physiques ayant présidé à la formation des galaxies. Ainsi, comprendre la distribution des orientations spatiales de leurs axes de rotation est crucial pour déchiffrer l'origine de leurs moments angulaires.

## Galaxies
Une galaxie est un gigantesque système en interaction gravitationnelle, composé d'étoiles, de poussières, de gaz, et d'un mystérieux ingrédient appelé matière noire. La Voie lactée n'est qu'un grain de poussière dans le vaste univers, qui compte des milliards d'autres galaxies. En fonction de leur morphologie, elles sont classées en plusieurs catégories : spirales, elliptiques, irrégulières, et particulières.
Trois scénarios dominent l'explication de l'origine des amas et des superamas de galaxies: la théorie du vortex primordial, le modèle de la crêpe et le modèle hiérarchique. Ces modèles, bien que mutuellement exclusifs en raison de leurs prédictions contradictoires, s'appuient tous sur les fondamentaux de la cosmologie. Leur véracité est actuellement mise à l'épreuve grâce aux bases de données disponibles et à des méthodes d'analyse sophistiquées.
Au cœur de chaque galaxie, on trouve souvent un bulbe galactique, une région riche en étoiles âgées. Autour du bulbe, un disque galactique s'étend, composé d'étoiles plus jeunes et plus chaudes. Les galaxies elliptiques sont souvent les vedettes des amas de galaxies, tandis que les spirales préfèrent la solitude.

## Le modèle du Vortex primordial
Le modèle du Vortex primordial prédit que les vecteurs de spin des galaxies se distribuent d'abord selon la perpendiculaire au plan de l'amas. Le vortex primordial est baptisé "scénario descendant". On l'appelle parfois également "modèle des turbulences". Dans le scénario des turbulences, les premiers proto-amas en rotation et aplatis se sont formés du fait du vortex cosmique dans l'univers initial. Les fluctuations de densité et de pression qui se sont ensuivies ont causé la formation des galaxies.
L'idée que la formation des galaxies est initiée par une turbulence primordiale relève d'une longue histoire. En 1971 et 1978, Leonid Ozernoy proposa l'idée que les galaxies se forment dans des régions de haute densité résultant des chocs produits par les turbulences. Selon cette théorie, la présence de vitesses chaotiques élevées engendre des turbulences qui à leur tour produisent des fluctuations de densité et de pression.
Les fluctuations de densité à l'échelle des amas de galaxies peuvent être liées par la gravitation, mais les fluctuations de masse ne le sont jamais. Les galaxies se forment quand les masses galactiques non liées tourbillonnent, en expansion plus rapide que l'amas en arrière-plan auquel elles sont liées. Ainsi, les galaxies en formation entrent en collision mutuelle lorsque les amas commencent à s'effondrer à nouveau. Ces collisions engendrent des chocs et des proto-galaxies de haute densité à la surface des tourbillons. Lors du nouvel effondrement des amas, le système de galaxie s'engage dans un processus violent de relaxation collective.

## Le modèle de la crêpe
C'est en 1970 que le modèle de la crêpe a été proposé pour la première fois par Iakov Zeldovitch à l'Institut de Mathématiques appliquées de Moscou.
Le modèle de la crêpe prédit que les vecteurs spinaux des galaxies tendent à s'aligner dans le plan de l'amas. Dans le scénario de la crêpe, la formation des amas s'est produite en premier, et a été suivie par leur fragmentation en galaxies du fait des fluctuations adiabatiques. selon la théorie de l'instabilité gravitationnelle non-linéaire, la croissance de petites inhomogénéités conduit à la formation de faibles et denses condensations gazeuses qui l'on appelle des 'crêpes'. Ces condensations sont comprimées et chauffées à hautes températures par des ondes de chocs qui conduisent à leur fragmentation en nuages de gaz. Puis l'agglutination de ces nuages résulte en la formation des galaxies et de leurs amas.
Des instabilités thermiques, hydrodynamiques et gravitationnelles se produisent au cours de l'évolution. Ceci conduit à la fragmentation de proto-amas gazeux et, à la suite se produit l'amas de galaxie. Le schéma de la crêpe suit trois processus simultanés :
- d'abord, le gaz se refroidit et de nouveaux nuages de gaz se forment ;
- deuxièmement, ces amas de nuages forment des galaxies ;
- enfin, les galaxies en formation, et par extension les amas de nuages isolés se rassemblent pour former un amas de galaxies.

## Le modèle hiérarchique
Selon le modèle hiérarchique, les distributions des vecteurs spinaux doivent être distribués de manière aléatoire; Dans ce modèle, les galaxies se sont formées en premier et elles ont ensuite acquis un moment angulaire par les forces de marées lorsqu'elles se rassemblaient sous l'effet de la gravitation pour former un amas. Ces galaxies ont grossi par l'absorption des condensations proto-galactiques qui ont suivi, ou même par la fusion de galaxies déjà entièrement formées. Dans ce schéma, on peut imaginer que de grandes irrégularités comme les galaxies   ont grossi sous l'influence des gravités des petites imperfections de l'univers primordial.
Le moment angulaire s'est transféré à une proto-galaxie en développement par les interactions gravitationnelles du moment quadripolaire du système par le champ de force de marée de la matière.